# 1917獲獎與提名列表
《1917》是2019年史诗战争片，由山姆·曼德斯执导、编剧和制片，喬治·麥凱、迪恩-查爾斯·查普曼、馬克·史壯、安德鲁·斯科特、理查德·麥登、克莱尔·杜伯克、哥連·費夫和班奈狄克·康柏拜區主演。影片改编自导演曼德斯祖父阿尔弗雷德·曼德斯口述的历史，讲述了1917年第一次世界大战期间英军两位年轻士兵受委派，前往前线传递德军在阿尔贝里希行动中撤退到兴登堡防线准备伏击的警告。
影片于2019年12月4日在英国首映，2019年12月25日由环球影业在美国循电影院渠道发行，英国方面则由eOne于2020年1月10日发行。影片获得剧评人正面评价，影片的导演、配乐、声效、摄影和真实感受到赞扬。在第77届金球奖中，影片赢得最佳戏剧类影片和最佳导演奖。在第25届评论家选择电影奖中，影片获得最佳导演、最佳摄影和最佳剪辑奖。而在第92届奥斯卡金像奖，影片获得最佳影片和最佳导演等10项提名。另外，作品入选国家评论协会和美国电影学会年度10佳影片奖。

## 奖项
| 大奖                       | 典礼日期       | 奖项                             | 获得者                                                                                     | 结果   | 参考资料                    |
| -------------------------- | -------------- | -------------------------------- | ------------------------------------------------------------------------------------------ | ------ | --------------------------- |
| 澳大利亞影視藝術學院獎     | 2020年1月4日   | 最佳国际导演                     | 山姆·曼德斯                                                                                | 提名   | [ 3 ]                       |
| 美国退休人员协会成人电影奖 | 2020年1月19日  | 最佳导演                         | 山姆·曼德斯                                                                                | 提名   | [ 4 ]                       |
| 奥斯卡金像奖               | 2020年2月9日   | 最佳影片                         | 山姆·曼德斯、皮帕·哈里斯、杰恩·安·滕格伦（Jayne-Ann Tenggren）和卡勒姆·麦克杜格尔（Callum McDougal）                        | 提名   | [ 5 ]                       |
| 奥斯卡金像奖               | 2020年2月9日   | 最佳导演                         | 山姆·曼德斯                                                                                | 提名   | [ 5 ]                       |
| 奥斯卡金像奖               | 2020年2月9日   | 最佳原创剧本                     | 山姆·曼德斯和克丽丝蒂·威尔森-克伦斯                                                        | 提名   | [ 5 ]                       |
| 奥斯卡金像奖               | 2020年2月9日   | 最佳原创音乐                     | 湯瑪斯·紐曼                                                                                | 提名   | [ 5 ]                       |
| 奥斯卡金像奖               | 2020年2月9日   | 最佳摄影                         | 罗杰·狄金斯                                                                                | 獲獎   | [ 5 ]                       |
| 奥斯卡金像奖               | 2020年2月9日   | 最佳化妆与发型设计奖             | 娜奥米·多恩（Naomi Donne）、特里斯坦·凡斯路易（Tristan Versluis）和丽贝卡·科尔（Rebecca Cole）                                    | 提名   | [ 5 ]                       |
| 奥斯卡金像奖               | 2020年2月9日   | 最佳艺术指导                     | 丹尼斯·加斯纳和李·桑达莱斯                                                                 | 提名   | [ 5 ]                       |
| 奥斯卡金像奖               | 2020年2月9日   | 最佳音效剪辑                     | 奥利弗·塔尼和蕾切尔·泰特（Rachael Tate）                                                               | 提名   | [ 5 ]                       |
| 奥斯卡金像奖               | 2020年2月9日   | 最佳音响效果                     | 马克·泰勒和斯图尔特·威尔逊                                                                 | 獲獎   | [ 5 ]                       |
| 奥斯卡金像奖               | 2020年2月9日   | 最佳視覺效果                     | 纪尧姆·罗切隆、格雷格·巴特勒和多米尼克·托希（Dominic Tuohy）                                            | 獲獎   | [ 5 ]                       |
| 美国电影学会               | 2020年1月3日   | 年度十佳电影                     | 《1917》                                                                                   | 獲獎   | [ 6 ]                       |
| 艺术指导工会奖             | 2020年2月1日   | 最佳年代片制作设计               | 丹尼斯·加斯纳                                                                              | 提名   | [ 7 ]                       |
| 奥斯汀影评人协会           | 2020年1月6日   | 最佳摄影                         | 罗杰·狄金斯                                                                                | 獲獎   | [ 8 ]                       |
| 奥斯汀影评人协会           | 2020年1月6日   | 最佳剪辑                         | 李·史密斯                                                                                  | 提名   | [ 8 ]                       |
| 奥斯汀影评人协会           | 2020年1月6日   | 最佳原创配乐                     | 托马斯·纽曼                                                                                | 獲獎   | [ 8 ]                       |
| 英国电影学院奖             | 2020年2月2日   | 最佳影片                         | 皮帕·哈里斯、卡勒姆·迈克尔杜格尔、山姆·曼德斯和杰恩·安·滕格伦                              | 獲獎   | [ 9 ]                       |
| 英国电影学院奖             | 2020年2月2日   | 最佳英国电影                     | 山姆·曼德斯、皮帕·哈里斯、杰恩·安·滕格伦（Jayne-Ann Tenggren）和卡勒姆·麦克杜格尔（Callum McDougal）                        | 獲獎   | [ 9 ]                       |
| 英国电影学院奖             | 2020年2月2日   | 最佳导演                         | 山姆·曼德斯                                                                                | 獲獎   | [ 9 ]                       |
| 英国电影学院奖             | 2020年2月2日   | 最佳电影音乐                     | 托马斯·纽曼                                                                                | 提名   | [ 9 ]                       |
| 英国电影学院奖             | 2020年2月2日   | 英国电影学院奖最佳摄影           | 罗杰·狄金斯                                                                                | 獲獎   | [ 9 ]                       |
| 英国电影学院奖             | 2020年2月2日   | 最佳化妆发型                     | 娜奥米·多恩                                                                                | 提名   | [ 9 ]                       |
| 英国电影学院奖             | 2020年2月2日   | 最佳制作设计                     | 丹尼斯·加斯纳和李·桑达莱斯                                                                 | 獲獎   | [ 9 ]                       |
| 英国电影学院奖             | 2020年2月2日   | 最佳音效                         | 史考特·米蘭、奥利弗·塔尼、蕾切尔·泰特、马克·泰勒（Mark Taylor）和斯图尔特·威尔逊（Stuart Wilson）                  | 獲獎   | [ 9 ]                       |
| 英国电影学院奖             | 2020年2月2日   | 最佳视觉效果                     | 纪尧姆·罗切隆、格雷格·巴特勒和多米尼克·托希                                                | 獲獎   | [ 9 ]                       |
| 美国选角工会奖             | 2020年1月30日  | 最佳大制作长片                   | 妮娜·古（Nina Gold）                                                                                | 提名   | [ 10 ]                      |
| 芝加哥影评人协会           | 2019年12月14日 | 最佳艺术指导                     | 丹尼斯·加斯纳和李·桑达莱斯                                                                 | 提名   | [ 11 ] [ 12 ]               |
| 芝加哥影评人协会           | 2019年12月14日 | 最佳摄影                         | 罗杰·狄金斯                                                                                | 獲獎   | [ 11 ] [ 12 ]               |
| 芝加哥影评人协会           | 2019年12月14日 | 最佳剪辑                         | 李·史密斯                                                                                  | 提名   | [ 11 ] [ 12 ]               |
| 芝加哥影评人协会           | 2019年12月14日 | 最佳原创音乐                     | 托马斯·纽曼                                                                                | 提名   | [ 11 ] [ 12 ]               |
| 芝加哥影评人协会           | 2019年12月14日 | 最佳视觉效果运用                 | 《1917》                                                                                   | 提名   | [ 11 ] [ 12 ]               |
| 评论家选择电影奖           | 2020年1月12日  | 最佳电影                         | 《1917》                                                                                   | 提名   | [ 13 ]                      |
| 评论家选择电影奖           | 2020年1月12日  | 最佳导演                         | 山姆·曼德斯                                                                                | 獲獎   | [ 13 ]                      |
| 评论家选择电影奖           | 2020年1月12日  | 最佳摄影                         | 罗杰·狄金斯                                                                                | 獲獎   | [ 13 ]                      |
| 评论家选择电影奖           | 2020年1月12日  | 最佳剪接                         | 李·史密斯                                                                                  | 獲獎   | [ 13 ]                      |
| 评论家选择电影奖           | 2020年1月12日  | 最佳電影配樂                     | 托马斯·纽曼                                                                                | 提名   | [ 13 ]                      |
| 评论家选择电影奖           | 2020年1月12日  | 最佳美術指導                     | 丹尼斯·加斯纳和李·桑达莱斯                                                                 | 提名   | [ 13 ]                      |
| 评论家选择电影奖           | 2020年1月12日  | 最佳視覺效果                     | 纪尧姆·罗切隆、格雷格·巴特勒和多米尼克·托希                                                | 提名   | [ 13 ]                      |
| 评论家选择电影奖           | 2020年1月12日  | 最佳動作電影                     | 《1917》                                                                                   | 提名   | [ 13 ]                      |
| 达拉斯—沃斯堡影评人协会    | 2019年12月16日 | 最佳影片                         | 《1917》                                                                                   | 獲獎   | [ 14 ]                      |
| 达拉斯—沃斯堡影评人协会    | 2019年12月16日 | 最佳导演                         | 山姆·曼德斯                                                                                | 獲獎   | [ 14 ]                      |
| 达拉斯—沃斯堡影评人协会    | 2019年12月16日 | 最佳摄影                         | 罗杰·狄金斯                                                                                | 獲獎   | [ 14 ]                      |
| 达拉斯—沃斯堡影评人协会    | 2019年12月16日 | 最佳配乐                         | 托马斯·纽曼                                                                                | 獲獎   | [ 14 ]                      |
| 底特律影评人协会           | 2019年12月9日  | 最佳音乐运用                     | 《1917》                                                                                   | 提名   | [ 15 ]                      |
| 美国导演工会奖             | 2020年1月25日  | 杰出长片导演                     | 山姆·曼德斯                                                                                | 獲獎   | [ 16 ]                      |
| 道林奖                     | 2020年1月8日   | 年度导演                         | 山姆·曼德斯                                                                                | 提名   | [ 17 ]                      |
| 道林奖                     | 2020年1月8日   | 年度视觉震撼影片                 | 《1917》                                                                                   | 獲獎   | [ 17 ]                      |
| 佛罗里达影评人协会         | 2019年12月23日 | 最佳电影                         | 《1917》                                                                                   | 亚军   | [ 18 ]                      |
| 佛罗里达影评人协会         | 2019年12月23日 | 最佳导演                         | 山姆·曼德斯                                                                                | 亚军   | [ 18 ]                      |
| 佛罗里达影评人协会         | 2019年12月23日 | 最佳摄影                         | 罗杰·狄金斯                                                                                | 獲獎   | [ 18 ]                      |
| 佛罗里达影评人协会         | 2019年12月23日 | 最佳艺术指导/艺术制作            | 丹尼斯·加斯纳和李·桑达莱斯                                                                 | 提名   | [ 18 ]                      |
| 佛罗里达影评人协会         | 2019年12月23日 | 最佳配乐                         | 托马斯·纽曼                                                                                | 提名   | [ 18 ]                      |
| 乔治亚影评人协会           | 2020年1月10日  | 最佳影片                         | 《1917》                                                                                   | 提名   | [ 19 ]                      |
| 乔治亚影评人协会           | 2020年1月10日  | 最佳导演                         | 山姆·曼德斯                                                                                | 提名   | [ 19 ]                      |
| 乔治亚影评人协会           | 2020年1月10日  | 最佳摄影                         | 罗杰·狄金斯                                                                                | 獲獎   | [ 19 ]                      |
| 乔治亚影评人协会           | 2020年1月10日  | 最佳制作设计                     | 丹尼斯·加斯纳和李·桑达莱斯                                                                 | 獲獎   | [ 19 ]                      |
| 乔治亚影评人协会           | 2020年1月10日  | 最佳原创配乐                     | 托马斯·纽曼                                                                                | 獲獎   | [ 19 ]                      |
| 金球獎                     | 2020年1月5日   | 最佳戲劇類影片                   | 《1917》                                                                                   | 獲獎   | [ 20 ] [ 21 ]               |
| 金球獎                     | 2020年1月5日   | 最佳导演                         | 山姆·曼德斯                                                                                | 獲獎   | [ 20 ] [ 21 ]               |
| 金球獎                     | 2020年1月5日   | 最佳原创配乐                     | 托马斯·纽曼                                                                                | 提名   | [ 20 ] [ 21 ]               |
| 金卷轴奖                   | 2020年1月19日  | 杰出音效剪辑成果—长片对白和ADR类 | 奥利弗·塔尼和蕾切尔·泰特                                                                   | 獲獎   | [ 22 ]                      |
| 金卷轴奖                   | 2020年1月19日  | 杰出音效剪辑成果—特效与拟声类    | 奥利弗·塔尼、迈克尔·芬顿（Michael Fentum）、詹姆斯·哈里森（James Harrison、雨果·亚当斯（Hugo Adams）、苏·哈定（Sue Harding）和安德烈·金（Andrea King） | 提名   | [ 22 ]                      |
| 好莱坞影评人协会奖         | 2020年1月9日   | 最佳影片                         | 《1917》                                                                                   | 獲獎   | [ 23 ]                      |
| 好莱坞影评人协会奖         | 2020年1月9日   | 最佳动作或战争片                 | 《1917》                                                                                   | 獲獎   | [ 23 ]                      |
| 好莱坞影评人协会奖         | 2020年1月9日   | 最佳摄影                         | 罗杰·狄金斯                                                                                | 獲獎   | [ 23 ]                      |
| 好莱坞影评人协会奖         | 2020年1月9日   | 最佳剪辑                         | 李·史密斯                                                                                  | 獲獎   | [ 23 ]                      |
| 好莱坞影评人协会奖         | 2020年1月9日   | 最佳配乐                         | 托马斯·纽曼                                                                                | 提名   | [ 23 ]                      |
| 好莱坞影评人协会奖         | 2020年1月9日   | 最佳特技                         | 《1917》                                                                                   | 提名   | [ 23 ]                      |
| 好莱坞影评人协会奖         | 2020年1月9日   | 最佳视觉效果                     | 纪尧姆·罗切隆、格雷格·巴特勒和多米尼克·托希                                                | 提名   | [ 23 ]                      |
| 休斯顿影评人协会           | 2020年1月2日   | 最佳影片                         | 《1917》                                                                                   | 提名   | [ 24 ]                      |
| 休斯顿影评人协会           | 2020年1月2日   | 最佳导演                         | 山姆·曼德斯                                                                                | 提名   | [ 24 ]                      |
| 休斯顿影评人协会           | 2020年1月2日   | 最佳摄影                         | 罗杰·狄金斯                                                                                | 獲獎   | [ 24 ]                      |
| 休斯顿影评人协会           | 2020年1月2日   | 最佳原创配乐                     | 托马斯·纽曼                                                                                | 獲獎   | [ 24 ]                      |
| 休斯顿影评人协会           | 2020年1月2日   | 最佳视觉效果                     | 纪尧姆·罗切隆、格雷格·巴特勒和多米尼克·托希                                                | 獲獎   | [ 24 ]                      |
| IGN大奖                    | 2019年12月21日 | 年度最佳电影                     | 《1917》                                                                                   | 提名   | [ 25 ] [ 26 ] [ 27 ] [ 28 ] |
| IGN大奖                    | 2019年12月21日 | 年度最佳动作片                   | 《1917》                                                                                   | 提名   | [ 25 ] [ 26 ] [ 27 ] [ 28 ] |
| IGN大奖                    | 2019年12月21日 | 最佳导演                         | 山姆·曼德斯                                                                                | 提名   | [ 25 ] [ 26 ] [ 27 ] [ 28 ] |
| IGN大奖                    | 2019年12月21日 | 最佳主演                         | 喬治·麥凱                                                                                  | 提名   | [ 25 ] [ 26 ] [ 27 ] [ 28 ] |
| 独立连线影评人票选         | 2019年12月16日 | 最佳影片                         | 《1917》                                                                                   | 第21名 | [ 29 ]                      |
| 独立连线影评人票选         | 2019年12月16日 | 最佳导演                         | 山姆·曼德斯                                                                                | 第11名 | [ 29 ]                      |
| 独立连线影评人票选         | 2019年12月16日 | 最佳摄影                         | 罗杰·狄金斯                                                                                | 獲獎   | [ 29 ]                      |
| 伦敦影评人协会             | 2020年1月30日  | 年度电影                         | 《1917》                                                                                   | 提名   | [ 30 ]                      |
| 伦敦影评人协会             | 2020年1月30日  | 年度英国及爱尔兰电影阿滕伯勒奖   | 《1917》                                                                                   | 提名   | [ 30 ]                      |
| 伦敦影评人协会             | 2020年1月30日  | 年度导演                         | 山姆·曼德斯                                                                                | 提名   | [ 30 ]                      |
| 伦敦影评人协会             | 2020年1月30日  | 英国/爱尔兰演员                  | 乔治·麦凯                                                                                  | 提名   | [ 30 ]                      |
| 伦敦影评人协会             | 2020年1月30日  | 最佳青年英国/爱尔兰演员          | 迪恩-查爾斯·查普曼                                                                         | 提名   | [ 30 ]                      |
| 伦敦影评人协会             | 2020年1月30日  | 科技成果奖                       | 奥利弗·塔尼                                                                                | 提名   | [ 30 ]                      |
| 洛杉磯影評人協會           | 2019年12月8日  | 最佳摄影                         | 罗杰·狄金斯                                                                                | 亚军   | [ 31 ]                      |
| 洛杉磯影評人協會           | 2019年12月8日  | 最佳音乐                         | 托马斯·纽曼                                                                                | 亚军   | [ 31 ]                      |
| 电影指南奖                 | 2020年1月24日  | 最家成人影片                     | 《1917》                                                                                   | 待定   | [ 32 ]                      |
| 國家評論協會               | 2019年12月3日  | 国家评论协会奖年度十佳电影       | 《1917》                                                                                   | 獲獎   | [ 33 ]                      |
| 國家評論協會               | 2019年12月3日  | 杰出摄影成就奖                   | 罗杰·狄金斯                                                                                | 獲獎   | [ 33 ]                      |
| 纽约在线影评人协会         | 2019年12月7日  | 十佳电影                         | 《1917》                                                                                   | 獲獎   | [ 34 ]                      |
| 纽约在线影评人协会         | 2019年12月7日  | 最佳摄影                         | 罗杰·狄金斯                                                                                | 獲獎   | [ 34 ]                      |
| 在线影评人协会             | 2020年1月6日   | 最佳影片                         | 《1917》                                                                                   | 提名   | [ 35 ]                      |
| 在线影评人协会             | 2020年1月6日   | 最佳导演                         | 山姆·曼德斯                                                                                | 提名   | [ 35 ]                      |
| 在线影评人协会             | 2020年1月6日   | 最佳剪辑                         | 李·史密斯                                                                                  | 提名   | [ 35 ]                      |
| 在线影评人协会             | 2020年1月6日   | 最佳摄影                         | 罗杰·狄金斯                                                                                | 獲獎   | [ 35 ]                      |
| 在线影评人协会             | 2020年1月6日   | 最佳原创配乐                     | 托马斯·纽曼                                                                                | 提名   | [ 35 ]                      |
| 美国制片人工会奖           | 2020年1月18日  | 最佳剧院影片                     | 《1917》                                                                                   | 獲獎   | [ 36 ]                      |
| 聖地牙哥影評人協會         | 2019年12月9日  | 最佳影片                         | 《1917》                                                                                   | 提名   | [ 37 ]                      |
| 聖地牙哥影評人協會         | 2019年12月9日  | 最佳导演                         | 山姆·曼德斯                                                                                | 提名   | [ 37 ]                      |
| 聖地牙哥影評人協會         | 2019年12月9日  | 最佳摄影                         | 罗杰·狄金斯                                                                                | 亚军   | [ 37 ]                      |
| 聖地牙哥影評人協會         | 2019年12月9日  | 最佳制作设计                     | 丹尼斯·加斯纳                                                                              | 獲獎   | [ 37 ]                      |
| 聖地牙哥影評人協會         | 2019年12月9日  | 最佳视觉效果                     | 纪尧姆·罗切隆、格雷格·巴特勒和多米尼克·托希                                                | 亚军   | [ 37 ]                      |
| 圣芭芭拉国际电影节         | 2020年1月18日  | 维塔士奖                         | 乔治·麦凯                                                                                  | 獲獎   | [ 38 ]                      |
| 卫星奖                     | 2019年12月19日 | 最佳剧情类电影                   | 《1917》                                                                                   | 提名   | [ 39 ]                      |
| 卫星奖                     | 2019年12月19日 | 最佳导演                         | 山姆·曼德斯                                                                                | 提名   | [ 39 ]                      |
| 卫星奖                     | 2019年12月19日 | 最佳剧情类电影男主角             | 乔治·麦凯                                                                                  | 提名   | [ 39 ]                      |
| 卫星奖                     | 2019年12月19日 | 最佳美术设计和制作设计           | 丹尼斯·加斯纳和李·桑达莱斯                                                                 | 提名   | [ 39 ]                      |
| 卫星奖                     | 2019年12月19日 | 最佳摄影                         | 罗杰·狄金斯                                                                                | 獲獎   | [ 39 ]                      |
| 卫星奖                     | 2019年12月19日 | 最佳剪辑                         | 李·史密斯                                                                                  | 提名   | [ 39 ]                      |
| 卫星奖                     | 2019年12月19日 | 最佳原创配乐                     | 托马斯·纽曼                                                                                | 提名   | [ 39 ]                      |
| 卫星奖                     | 2019年12月19日 | 最佳声效                         | 奥利弗·塔尼、斯图尔特·威尔逊、斯科特·米兰（Scott Millan）、马克·泰勒                                   | 提名   | [ 39 ]                      |
| 西雅图影评人协会           | 2019年12月16日 | 最佳影片                         | 《1917》                                                                                   | 提名   | [ 40 ]                      |
| 西雅图影评人协会           | 2019年12月16日 | 最佳动作片动作设计               | 《1917》                                                                                   | 提名   | [ 40 ]                      |
| 西雅图影评人协会           | 2019年12月16日 | 最佳摄影                         | 罗杰·狄金斯                                                                                | 獲獎   | [ 40 ]                      |
| 西雅图影评人协会           | 2019年12月16日 | 最佳剪辑                         | 李·史密斯                                                                                  | 提名   | [ 40 ]                      |
| 西雅图影评人协会           | 2019年12月16日 | 最佳原创配乐                     | 托马斯·纽曼                                                                                | 提名   | [ 40 ]                      |
| 西雅图影评人协会           | 2019年12月16日 | 最佳制作设计                     | 丹尼斯·加斯纳和李·桑达莱斯                                                                 | 提名   | [ 40 ]                      |
| 西雅图影评人协会           | 2019年12月16日 | 最佳视觉效果                     | 纪尧姆·罗切隆、格雷格·巴特勒和多米尼克·托希                                                | 提名   | [ 40 ]                      |
| 圣路易斯影评人协会         | 2019年12月15日 | 最佳影片                         | 《1917》                                                                                   | 亚军   | [ 41 ]                      |
| 圣路易斯影评人协会         | 2019年12月15日 | 最佳导演                         | 山姆·曼德斯                                                                                | 提名   | [ 41 ]                      |
| 圣路易斯影评人协会         | 2019年12月15日 | 最佳剪辑                         | 李·史密斯                                                                                  | 亚军   | [ 41 ]                      |
| 圣路易斯影评人协会         | 2019年12月15日 | 最佳摄影                         | 罗杰·狄金斯                                                                                | 獲獎   | [ 41 ]                      |
| 圣路易斯影评人协会         | 2019年12月15日 | 最佳制作设计                     | 丹尼斯·加斯纳                                                                              | 亚军   | [ 41 ]                      |
| 圣路易斯影评人协会         | 2019年12月15日 | 最佳视觉效果                     | 纪尧姆·罗切隆、格雷格·巴特勒和多米尼克·托希                                                | 亚军   | [ 41 ]                      |
| 圣路易斯影评人协会         | 2019年12月15日 | 最佳音乐                         | 托马斯·纽曼                                                                                | 獲獎   | [ 41 ]                      |
| 圣路易斯影评人协会         | 2019年12月15日 | 最佳动作片                       | 《1917》                                                                                   | 獲獎   | [ 41 ]                      |
| 温哥华影评人协会           | 2019年12月16日 | 最佳导演                         | 山姆·曼德斯                                                                                | 提名   | [ 42 ]                      |
| 视觉特效工会奖             | 2020年1月29日  | 真实故事长片杰出视觉效果支持     | 纪尧姆·罗切隆、索娜·帕克（Sona Pak）、格雷格·巴特勒、维杰·塞尔瓦姆（Vijay Selvam）和多米尼克·托希              | 提名   | [ 43 ]                      |
| 华盛顿特区影评人协会       | 2019年12月8日  | 最佳影片                         | 《1917》                                                                                   | 提名   | [ 44 ]                      |
| 华盛顿特区影评人协会       | 2019年12月8日  | 最佳导演                         | 山姆·曼德斯                                                                                | 提名   | [ 44 ]                      |
| 华盛顿特区影评人协会       | 2019年12月8日  | 最佳制作设计                     | 丹尼斯·加斯纳和李·桑达莱斯                                                                 | 提名   | [ 44 ]                      |
| 华盛顿特区影评人协会       | 2019年12月8日  | 最佳摄影                         | 罗杰·狄金斯                                                                                | 獲獎   | [ 44 ]                      |
| 华盛顿特区影评人协会       | 2019年12月8日  | 最佳剪辑                         | 李·史密斯                                                                                  | 提名   | [ 44 ]                      |
| 华盛顿特区影评人协会       | 2019年12月8日  | 最佳原创配乐                     | 托马斯·纽曼                                                                                | 提名   | [ 44 ]                      |
| 美国编剧工会奖             | 2020年2月1日   | 最佳原创剧本                     | 山姆·曼德斯和克丽丝蒂·威尔森-克伦斯                                                        | 提名   | [ 45 ] [ 46 ]               |